# 沙漠之民
《沙漠之民》是日本動畫導演宮崎駿於1969至1970年期間以「秋津三朗」的筆名，在以小學生為主要讀者群之新聞報紙《少年少女新聞》上刊登的連環漫畫。

## 劇情
作品是架構在類似十一世紀期間中亞地帶的幻想舞台。主角帖姆是在沙漠上以商隊維生的遊牧民族「索庫特族」少年，某日他的父親遭到兇殘的遊牧民族「基達魯」給殺害。為了向對方復仇，帖姆與商隊裡的士兵庫基魯一同踏上了旅程。
在過程當中，帖姆會結識了一名想要找尋兄長的少女莎珊，以及一位性格活潑開朗的少年塔恩，必且會經歷到要解放受囚在王都培吉特市的奴隸們等等歷程。

## 後續採用
此作品的角色設定、場景等影響了宮崎駿往後創作《未來少年柯南》、《風之谷》、《修那之旅》等作品的構思。在《沙漠之民》裡所登場女角色莎珊的原名，引用了波斯第三帝國薩珊王朝的日文名，之後宮崎駿在《風之谷》設計女角色庫夏娜時，她的原名便引用了薩珊王朝前身貴霜帝國的日文名。而莎珊的外觀打扮，則影響了《未來少年柯南》女主角拉娜、《修那之旅》女主角蒂亞的造型。另外《沙漠之民》裡出現的城市培吉特，其名稱往後則套用在《風之谷》男主角阿斯貝魯的出生地上。